# عيون تامي فاي (فلم)
عيون تامي فاي (بالإنجليزية: The Eyes of Tammy Faye) فيلم دراما وتاريخ وسيرة ذاتية أمريكي لعام 2021  أخرجه مايكل شوالتر وكتبه آبي سيلفيا، واستند إلى الفيلم الوثائقي لعام 2000 الذي يحمل نفس الاسم من إنتاج شركة ورلد وندر للإنتاج المملوكة لفنتون بيلي وراندي بارباتو. يصور الفيلم تاريخ الإنجيليين المثيرين للجدل تامي فاي باكر وجيم باكر، وقام بالبطولة جيسيكا تشاستين، وأندرو غارفيلد، وشيري جونز، وفينسنت دونوفريو.
تم عرض الفيلم لأول مرة في العالم في مهرجان تورنتو السينمائي الدولي في 12 سبتمبر 2021.
أصدرته شركة  أفلام سيرش لايت في الولايات المتحدة في 17 سبتمبر 2021.
تلقى الفيلم ردود أفعال متباينة من النقاد.

## طاقم التمثيل
جيسيكا شاستين: في دور تامي فاي باكر
تشاندلر هيد: في دور تامي فاي (الشابة)
أندرو جارفيلد: في دور جيم باكر
شيري جونز: في دور راشيل لافالي
فنسنت دونوفريو: في دور جيري فالويل
فريدريك لين: في دور فريد جروفر
لويس كانسيلمي: في دور ريتشارد فليتشر
سام جايجر: في دور رو ميسنر
غابرييل أولدز: في دور بات روبرتسون
مارك ويستراتش: في دور جاري باكستون
جاي هوغولي: في دور جيمي سواجارت
ليندسي أليف: في دور المدرس القديم
دان جونسون: في دور الواعظ
راندي هافينز: في دور ستيف بيترز
جو أندو هيرش: في دور مراهق بانك

## موضوع الفيلم
الفيلم يعرض نظرة قريبة للشخصية التليفزيونية تامي فاي باكر صاحبة البرنامج الحواري التلفزيوني الشهير، والمغنية والكاتبة.
بدأت تامي فاي وزوجها، جيم باكر، من بدايات متواضعة في عام 1974 لإنشاء أكبر شبكة بث ديني في العالم. استضاف الثنائي سلسلة عروض الدمى الخاصة بهم للبرامج المحلية في مينيسوتا في أوائل السبعينيات. قامت في عام 1978، هي وباكر ببناء مدينة ملاهي مسيحية ومنتزه ترفيهي، وقد تم تقديرهما لرسالتهم من الحب والقبول والازدهار. كانت تامي فاي أسطورية لرموشها التي لا تمحى، وغنائها المميز، وحرصها على احتضان الناس من جميع مناحي الحياة. اكتسب تامي دعاية كبيرة عندما تم توجيه الاتهام إلى زوجها جيم باكر وإدانته وسجنه في العديد من تهم الاحتيال والتآمر في عام 1989، مما أدى إلى حل مشروعهم. طلقت باكر عام 1992 وتزوجت من رو ميسنر. خلال مسيرتها المهنية، جذبت الانتباه بسبب شخصيتها الغريبة والرائعة، فضلاً عن الآراء الأخلاقية التي اختلفت عن آراء العديد من الإنجيليين السائدين، ولا سيما قبولها للأشخاص المثليين ومزدوجي الميل الجنسي ومغايري الهوية الجنسانية والتواصل مع مرضى فيروس نقص المناعة البشرية / الإيدز في ذروة وباء الإيدز. أصيبت بسرطان القولون في عام 1996، وعانت منه بشكل متقطع لأكثر من عقد قبل أن تموت بسبب المرض في عام 2007.

## الإنتاج
أُعلن في مايو 2019 أن جيسيكا تشاستين وأندرو غارفيلد تم اختيارهم لبطولة الفيلم، وأسند الإخراج لمايكل شوالتر. ذكرت الممثلة تشاستين بالتفصيل في مقابلة أجريت في أغسطس 2019 أنها حصلت على حقوق فيلم حياة تامي فاي بكر في عام 2012. ستؤدي تشاستين أيضًا أغنياتها في الفيلم. انضمت تشيري جونز في أكتوبر 2019 إلى فريق عمل الفيلم، وفي نوفمبر 2019، انضم سام جايجر وفنسنت دونوفريو وغابرييل أولدز ومارك ويستراش وتشاندلر هيد وفريدريك لين وجاي هوغولي إلى فريق عمل الفيلم. بدأ التصوير الرئيسي في أكتوبر 2019 في شارلوت بولاية نورث كارولينا.

## إصدار الفيلم واستقباله
كان العرض العالمي الأول لفيلم «عيون تامي فاي» في مهرجان تورنتو السينمائي الدولي في 12 سبتمبر 2021. كان من المقرر في الأصل إصدار الفيلم في 24 سبتمبر 2021 قبل أن يتغير الموعد إلى 17 سبتمبر 2021. عرض الفيلم في 450 دار عرض وحقق 675000 دولار في عطلة نهاية الأسبوع الافتتاحية (بمتوسط 1500 دولار لكل دار عرض). كتبت صحيفة وموقع ديد لاين هوليوود أن الأرباح لم تكن جيدة، خارج لوس أنجلوس ومدينة نيويورك وأوستن، في إشارة إلى أن ازدحام الحشود لم تعود إلى دور العرض بسبب جائحة كوفد 19.
منح موقع الطماطم الفاسدة الفيلم تقييماً مقداره 64% بناء على آراء 140 ناقداً سينمائياً، وكتب إجماع نقاد الموقع: «ربما ركز الفيلم بشكل أكثر حدة على تفاصيل في القصة، لكن أداء جيسيكا شاستين في البطولة يجعل من الصعب النظر بعيدًا».
منح موقع ميتاكريتيك الفيلم تقييماً مقداره 54% بناء على آراء 40 ناقداً سينمائياً.
استطلعت شركة سينماسكور آراء المشاهدين وحصل الفيلم على تقييم (+B) على مقياس من (+A) إلى (F).

## الجوائز والترشيحات
مهرجان سان سيباستيان السينمائي الدولي 2021: فازت جيسيكا شاستين بجائزة سيلفر شل لأفضل أداء متميز.
مهرجان تورونتو السينمائي الدولي 2021: فازت جيسيكا شاستين بجائزة التقدير.
جوائز صورة المرأة على الأنترنت 2021: مرشح لجوائز أفضل فيلم – أفضل ممثلة – أفضل فيلم من إنتاج امرأة.

## روابط خارجية
- مقالات تستعمل روابط فنية بلا صلة مع ويكي بيانات